# Rivière des Mille Îles
De Rivière des Mille Îles (rivier van de duizend eilanden) is een tak van de Ottawarivier in de Canadese provincie Quebec. De rivier ligt ten noordwesten van de stad Montreal, en loopt tussen de voorsteden van deze stad door. Zij scheidt het Île Jésus, het eiland waarop de voorstad Laval is gelegen, van het gebied dat de Rive Nord wordt genoemd.

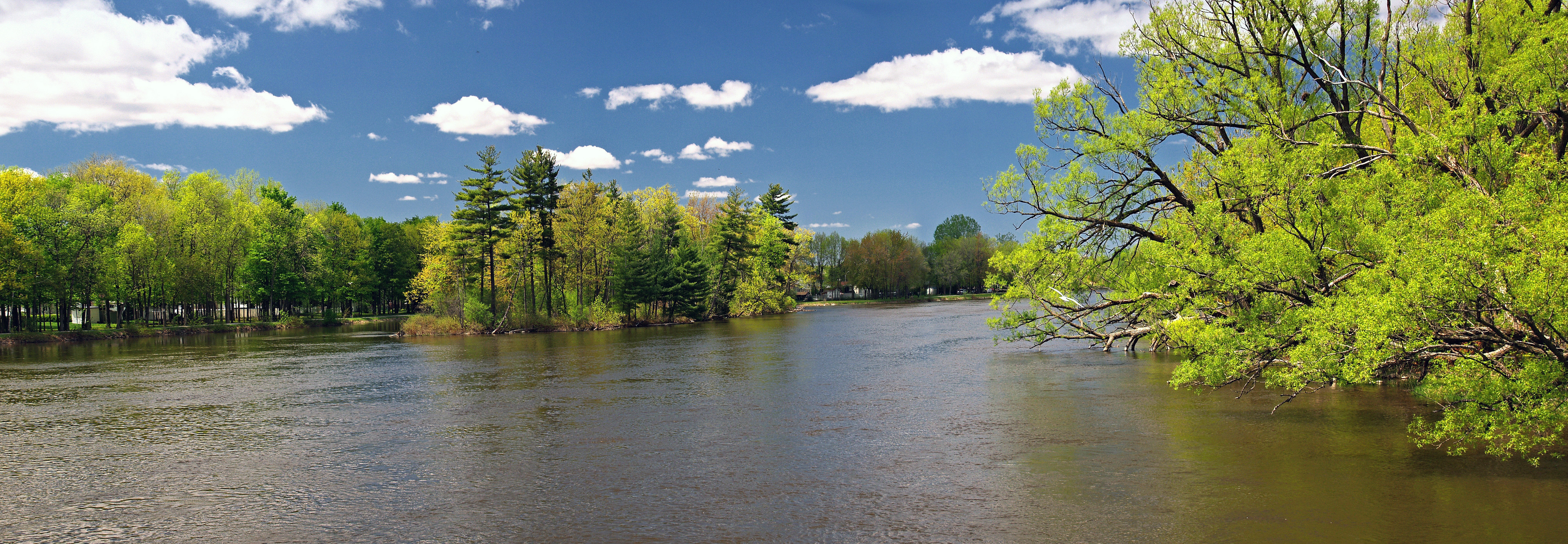
De Rivière des Mille Îles ter hoogte van Terrebonne.

De Rivière des Mille Îles begint in het Lac des Deux Montagnes, en mondt uit in de Rivière des Prairies, die kort daarna uitmondt in de Saint Lawrencerivier. De naam komt van het grote aantal kleine eilanden dat in de rivier ligt. Meer stroomopwaarts in de Saint-Lawrence ligt een andere grote eilandengroep, die de Thousand Islands worden genoemd.
- Virtual International Authority File: 315130591